# Ивз, Патрик
Патрик Ивз (англ. Patrick Eaves; 1 мая 1984, Калгари, Альберта, Канада) — профессиональный канадский и американский хоккеист, правый нападающий. Игрок клуба НХЛ «Анахайм Дакс».
На драфте НХЛ 2003 года был выбран в 1 раунде под общим 29 номером командой «Оттава Сенаторз».

## Награды
- Участник матча молодых звёзд НХЛ (2007)

## Статистика
| Легенда | Легенда                    | Легенда | Легенда                   | Легенда | Легенда    |
| ------- | -------------------------- | ------- | ------------------------- | ------- | ---------- |
| И       | Количество проведённых игр | Штр     | Штрафное время            | +/−     | Плюс-минус |
| Г       | Голы                       | П       | Голевые передачи          | О       | Очки       |
| -       | Статистика неизвестна      | —       | Статистика не учитывалась |         |            |